# Елворд (Техас)
Елворд (англ. Alvord) — місто (англ. town) в США, в окрузі Вайз штату Техас. Населення — 1351 особа (2020).

## Географія
Елворд розташований за координатами 33°21′25″ пн. ш. 97°41′46″ зх. д. / 33.35694° пн. ш. 97.69611° зх. д. (33.356968, -97.696026).  За даними Бюро перепису населення США в 2010 році місто мало площу 3,94 км², уся площа — суходіл.

## Демографія
Згідно з переписом 2010 року, у місті мешкали 1334 особи в 477 домогосподарствах у складі 367 родин. Густота населення становила 338 осіб/км².  Було 549 помешкань (139/км²).
Расовий склад населення:
| - 92,4 % — білих - 0,9 % — чорних або афроамериканців - 0,8 % — корінних американців - 0,3 % — азіатів - 4,3 % — осіб інших рас |

До двох чи більше рас належало 1,2 %. Частка іспаномовних становила 9,2 % від усіх жителів.
За віковим діапазоном населення розподілялося таким чином: 30,9 % — особи молодші 18 років, 60,0 % — особи у віці 18—64 років, 9,1 % — особи у віці 65 років та старші. Медіана віку мешканця становила 33,4 року. На 100 осіб жіночої статі у місті припадало 98,2 чоловіків;  на 100 жінок у віці від 18 років та старших — 93,7 чоловіків також старших 18 років.
Середній дохід на одне домашнє господарство  становив 62 191 долар США (медіана — 51 042), а середній дохід на одну сім'ю — 70 822 долари (медіана — 55 865). Медіана доходів становила 41 250 доларів для чоловіків та 32 059 доларів для жінок. За межею бідності перебувало 13,2 % осіб, у тому числі 12,2 % дітей у віці до 18 років та 7,6 % осіб у віці 65 років та старших.
Цивільне працевлаштоване населення становило 806 осіб. Основні галузі зайнятості: освіта, охорона здоров'я та соціальна допомога — 23,4 %, сільське господарство, лісництво, риболовля — 14,6 %, роздрібна торгівля — 12,8 %, виробництво — 12,8 %.